# Cinnamomum porphyrium
Cinnamomum porphyrium là loài thực vật có hoa trong họ Nguyệt quế. Loài này được (Griseb.) Kosterm. miêu tả khoa học đầu tiên năm 1961.